# Готфрид I (герцог Нижней Лотарингии)
Готфрид (Жоффруа) Бездетный (фр. Godefroy, нем. Gottfried der Kinderlose; ок. 965 — 1023) — граф Вердена (Готфрид II) с после 998, герцог Нижней Лотарингии (Готфрид I) с 1012, сын Готфрида I Пленника, графа Вердена, и Матильды Саксонской.

## Биография
Хроника Альберика де Труа-Фонтенэ упоминает в 998 году графа Готфрида, когда бывший граф Эно Ренье IV захватил у него замок Монс, вернув себе часть родовых владений. Но точно не известно, относится это известие к Готфриду II или к его отцу. После смерти отца Готфрид унаследовал графство Верден.
В начале XI века умер герцог Нижней Лотарингии Оттон Несмотря на то, что на титул претендовали Регинариды граф Эно Ренье IV и его брат, граф Лувена Ламберт I, император Священной Римской империи Генрих II назначил около 1012 года новым герцогом Готфрида Верденского, отец которого был одним из самых надёжных союзников императоров в Лотарингии. Графство Верден же перешло к брату Готфрида Фридриху.
Готфрид проводил политику умиротворения лотарингской знати, опираясь, в первую очередь, на своих младших братьев — маркграфа Антверпена Гозело и маркграфа Энама Германа. Уже в 1012 году Готфриду пришлось столкнуться с амбициями Ламберта I Лувенского, который попытался расширить свои владения за счет владений епископа Льежского. Готфрид выступил на стороне епископа и в 1013 году разбил армию Ламберта в битве при Гугарде. 
Тогда Ламберт объединился со своим племянником, графом Эно Ренье V, и с графом Намюра Робертом II - также своим родственником. Но в 1015 году Готфрид в битве при Флорене разбил их армию, при этом Ламберт погиб. Наследник Ламберта, Генрих I, предпочёл заключить мир. Вскоре Готфрид заключил мир и с Ренье V, который, кроме того, женился на племяннице Готфрида — Маргарите, дочери маркграфа Энама Германа. В приданое Ренье получил часть Энамской марки.
В 1017 году у Готфрида произошло столкновение с графом Меца Герхардом III. В результате 27 августа Готфрид разбил мецкие войска. Только в марте 1018 года император Генрих II в Нимвегене смог примирить противников.
В том же 1018 году Готфрид оказался втянут в конфликт императора с графом Голландии Дирком III. Поводом послужила постройка замка Влардинген в устье Мааса, благодаря чему значительно уменьшились доходы от торговли в Утрехте. Император Генрих II решил вмешаться и послал армию во главе с герцогом Готфридом. Однако битва при Влардингене 29 июля закончилась разгромом имперской армии, погибли многие военачальники, а сам Готфрид попал в плен. В итоге император был вынужден отступиться от своих требований и заключить мир с Дирком, после чего Готфрид был освобождён.
Умер Готфрид в 1023 году. Женат он не был, так что Нижнюю Лотарингию император передал маркграфу Антверпена Гозело I, - его младшему брату.